# Сурібаті (гора)
Гора Сурібаті (яп. 摺鉢山, сурібачі-яма, «гора-ступа») — згаслий вулкан висотою 169 м на острові Іото, що належить до групи островів Оґасавара у префектурі Токіо (Японія). Під час битви за Іодзіму 1945 року виконував функції японського укріпрайону. Прославився підняттям на ньому прапора США, що відображено на всесвітньо відомій фотографії Джо Розенталя «Підняття прапора на Іоджіма».